# Jean Sylvain Bailly
Jean-Sylvain Bailly (15. září 1736 Paříž – 12. listopadu 1793 tamtéž) byl francouzský astronom a politik, který se stal prvním starostou Paříže. Proslavil se v roce 1759 výpočtem oběžné dráhy Halleyovy komety. Zkoumal rovněž čtyři tehdy známé Jupiterovy měsíce. Během Francouzské revoluce byl popraven gilotinou.
Na Měsíci je podle něj pojmenován rozlehlý kráter Bailly ležící v jihozápadní oblasti přivrácené polokoule. Jeho socha je jednou ze 146 soch umístěných na fasádě budovy Hôtel de ville de Paris.

## Životopis
Jako syn malíře se zajímal nejprve o malířství a poezii, posléze se obrátil k vědeckým studiím, především k astronomii. V roce 1789 se stal sekretářem pařížského volebního kolegia a brzy nato zástupcem třetího stavu v generálních stavech.
Dne 3. června 1789 byl zvolen prezidentem Národního shromáždění. Po pádu Bastilly byl jmenován do funkce nově zřízeného úřadu pařížského starosty. Jakobíny však byl obviněn z royalistického myšlení, takže 18. listopadu 1791 podal demisi. Dne 17. července 1791 vydal příkaz ke střelbě do davu, který se shromáždil na Champ-de-Mars za účelem podepsání petice proti navrácení práv králi. Během procesu s Marií Antoinetou vystupoval jako svědek na její obhajobu. Byl obviněn Robespierrem a byl odsouzen jako přítel krále a utlačovatel lidové svobody dne 11. listopadu 1793 k trestu smrti. Následující den byl popraven gilotinou.

## Dílo

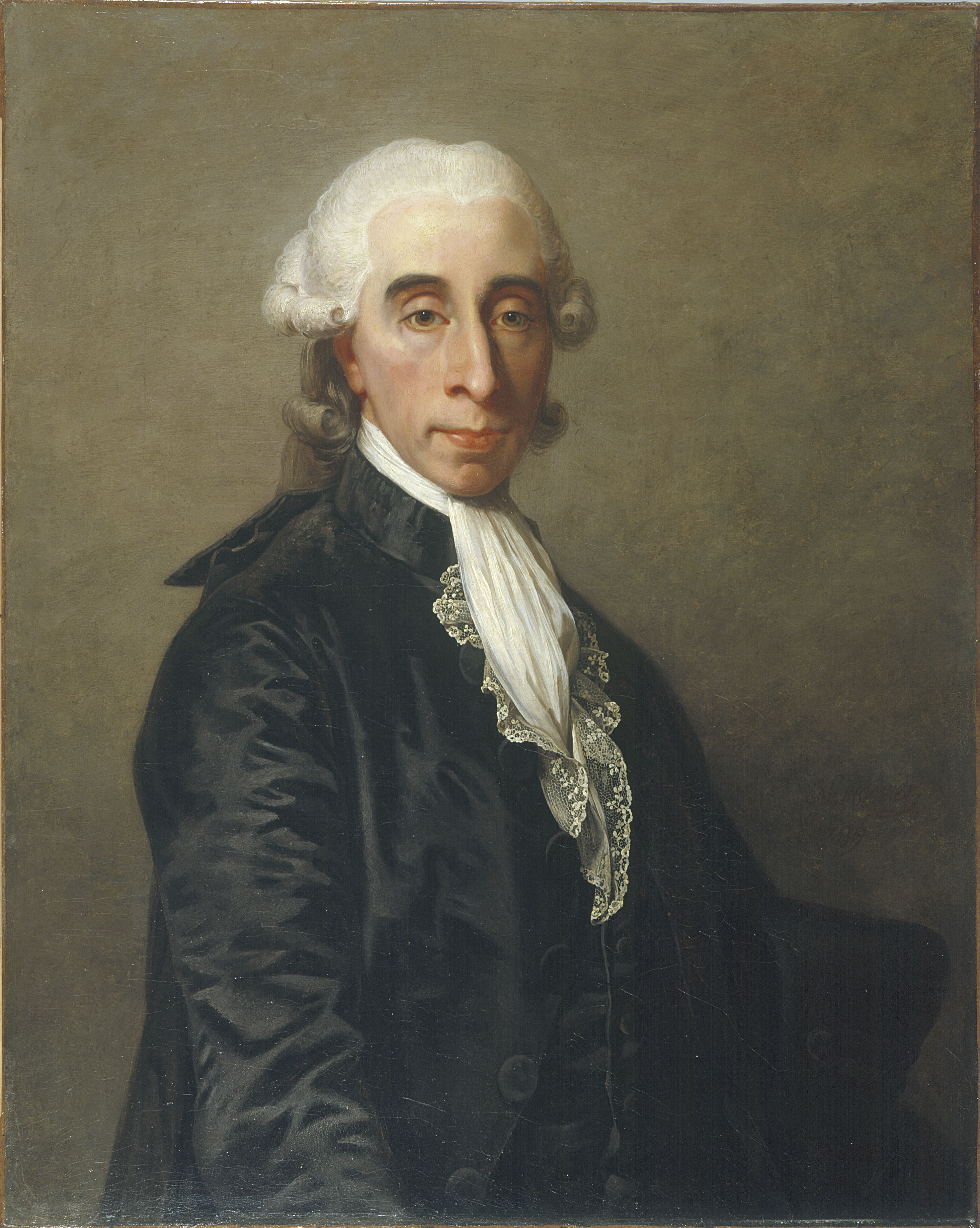
Jean Sylvain Bailly

Baillyho hlavní dílo tvoří pětisvazková Histoire de l'astronomie vydaná postupně v letech 1775–1787 (v roce 1806 vyšel dvousvazkový výtah). Vydal rovněž Lettres sur l'origine des sciences (1777) a Lettres sur l'Atlantide de Platon et sur l'ancienne histoire de l'Asie (1771). Posmrtně byly vydány Essai sur les fables et sur leur histoire (1799) a Mémoires d'un témoin de la Révolution (1804).
Jeho jméno nese od roku 1935 měsíční kráter Bailly a od roku 2014 asteroid (100229) Jeanbailly.